# Mailly-le-Camp
Mailly-le-Camp ist eine nordfranzösische Gemeinde mit 2.012 Einwohnern (Stand 1. Januar 2022) im Département Aube in der Region Grand Est. Sie gehört zum Arrondissement Troyes und zum Kanton Arcis-sur-Aube.

## Geographie
Die Gemeinde liegt rund 35 Kilometer südlich von Châlons-en-Champagne in der Landschaft Champagne sèche (dt.: trockene Champagne) an der Grenze zum Département Marne. Nachbargemeinden sind Sommesous im Norden (Département Marne), Poivres im Osten, Trouans im Süden, Villiers-Herbisse im Südwesten, Semoine im Westen und Montépreux (Département Marne) im Nordwesten.
Das Gemeindegebiet wird vom Fluss Huîtrelle in südlicher Richtung zur Aube entwässert.

### Verkehrsanbindung
Mailly wird in Nord-Süd-Richtung durch die Départementsstraße D677 erschlossen. Auch die Bahnstrecke von Châlons-en-Champagne nach Troyes hat hier eine Haltestelle. Parallel dazu quert auch die Autobahn A26 das westliche Gemeindegebiet.

## Geschichte
Der Ort wurde im Jahre 859 als Mailliacus erstmals schriftlich erwähnt.

### Militärlager
Seit etwa 1892 wurde die Gegend um Mailly vom französischen Militär als Übungsgelände genutzt. 1902 wurde ein permanenter Truppenübungsplatz eingerichtet. Per Dekret des französischen Staatspräsidenten erhielt Mailly 1903 den Namenszusatz -le-Camp. Während des Ersten Weltkriegs wurde das Gelände unter anderem vom Expeditionskorps der Russischen Armee in Frankreich genutzt.
Während des Zweiten Weltkriegs wurde das Übungsgelände von den deutschen Besatzern zur Ausbildung von Panzereinheiten von Wehrmacht und Waffen-SS genutzt. In der Nacht vom 3. zum 4. Mai 1944 wurde das Lager in Vorbereitung der Operation Overlord von 346 britischen Lancaster-Bombern und 14 De Havilland DH.98 Mosquitos angegriffen. Dabei wurden rund 1500 Tonnen Bomben abgeworfen und 42 Lancaster abgeschossen. Dabei wurde auch die Zivilbevölkerung in Mitleidenschaft gezogen.
Nach dem Krieg wurde das Lager vom US-amerikanischen und französischen Militär als Panzer- und Raketenübungsgelände genutzt. Unter anderem wurden hier auch neue Waffen erprobt.
Zurzeit wird es vom französischen Militär als Übungsgelände genutzt. Stationiert ist hier seit 2016 die Ausbildungseinheit „CENTAC/1er groupe de chasseurs“.

### Bevölkerungsentwicklung
| Jahr                       | 1962 | 1968 | 1975 | 1982 | 1990 | 1999 | 2006 | 2018 |
| Einwohner                  | 1448 | 1490 | 1593 | 1589 | 1375 | 1423 | 1614 | 1829 |
| Quellen: Cassini und INSEE |      |      |      |      |      |      |      |      |